# ハリエット・ブランド
ハリエット・ブランド（Harriet Claiborne Bland、後にGreen、1915年2月13日 – 1991年11月6日）は、アメリカ合衆国の陸上競技選手である。彼女は1936年に開催されたベルリンオリンピックの女子4×100mリレー走で、金メダルを獲得した。

## 経歴
ブランドはベルリンオリンピックに、100メートル競走と4×100mリレー走の2種目に出場した。100メートル走では1次予選で4位となり、準決勝に進めなかった。
女子400メートルリレー走では、アネット・ロジャース、ベティ・ロビンソン、ヘレン・スティーヴンスとチームを組んで第1走者を任された。8月8日の予選でアメリカ代表チームは、47秒1の記録で1組1位となり、翌日の決勝に挑んだ。決勝では、前日に46秒4の当時の世界新記録を樹立して優勝候補に挙げられていたドイツ代表チームが、最後のバトンパスで失敗してしまい失格した。アメリカ代表チームは、46秒9と予選より記録を伸ばして金メダル獲得を果たすことになった。
他の主要な大会での実績としては、1935年に実施されたAAU主催競技会の4×100mリレー走で、セントルイス・アスレチッククラブチームの一員として優勝した経験がある。